# Mikaela Gustafsson
Mikaela Madelene Gustafsson, född 13 augusti 1993 i Tveta, är en svensk basketspelare. 
Gustafsson började spela för Södertälje BBK när hon var 8 år. Hon spelade 2009 i det svenska U16-landslaget i Baltic Sea Cup, NM och ungdoms-OS. Hon spelade 2011 i det svenska U18-landslaget i Baltic Sea Cup och även med laget i en turnering i Frankrike. År 2012 spelade hon landskamper med U20-landslaget. Hon har vunnit två SM-guld på seniornivå med Södertälje BBK samt ett stort antal juniormästerskap.
Från säsongen 2012/2013 spelade Gustafsson collegebasket och studerade på University of Maine i staden Orono i östra USA. Skolans lag, Maine Black Bears, spelar i America East Conference, laget har fem andra europeiska spelare och de är alla från olika länder.
Sommaren 2013 spelade hon med U20-landslaget EM i Samsun, Turkiet. 